# Betonopzetter
Een (beton/stalen)opzetter, 'oplanger' of hoerenjong is een betonnen/stalen hulpstuk dat bovenop heipalen is geplaatst en bedoeld is als tijdelijk dan wel permanent verlengstuk.
Betonopzetters hebben gewoonlijk een lengte van één tot drie meter. Er zijn meerdere redenen om betonopzetters toe te passen:
- Een betonopzetter wordt gebruikt als de draagkrachtige grondlaag dieper zit dan verwacht en de ingeslagen houten of betonnen heipaal daardoor te kort is om deze laag te bereiken, waardoor de paalkop tot onder het maaiveld moet worden ingeslagen.
- Houten heipalen worden volledig tot onder de laagste grondwaterstand geslagen om het hout zo tegen houtrot te beschermen. Op de paal komt dan een verlengstuk, de betonopzetter, om de afstand tussen de houten paalkop en de funderingsbalk te overbruggen.
- Ook kan een tijdelijke betonopzetter op de heipaal worden gezet om het inheien te vergemakkelijken. Tijdens de aanleg van de Rotterdamse metro werd onder water in de bouwput geheid. Zonder een betonopzetter zou dat niet mogelijk zijn geweest.